# Amauroderma infundibuliforme
Amauroderma infundibuliforme är en svampart som beskrevs av Wakef. 1917. Amauroderma infundibuliforme ingår i släktet Amauroderma och familjen Ganodermataceae.   Inga underarter finns listade i Catalogue of Life.